# Chinois

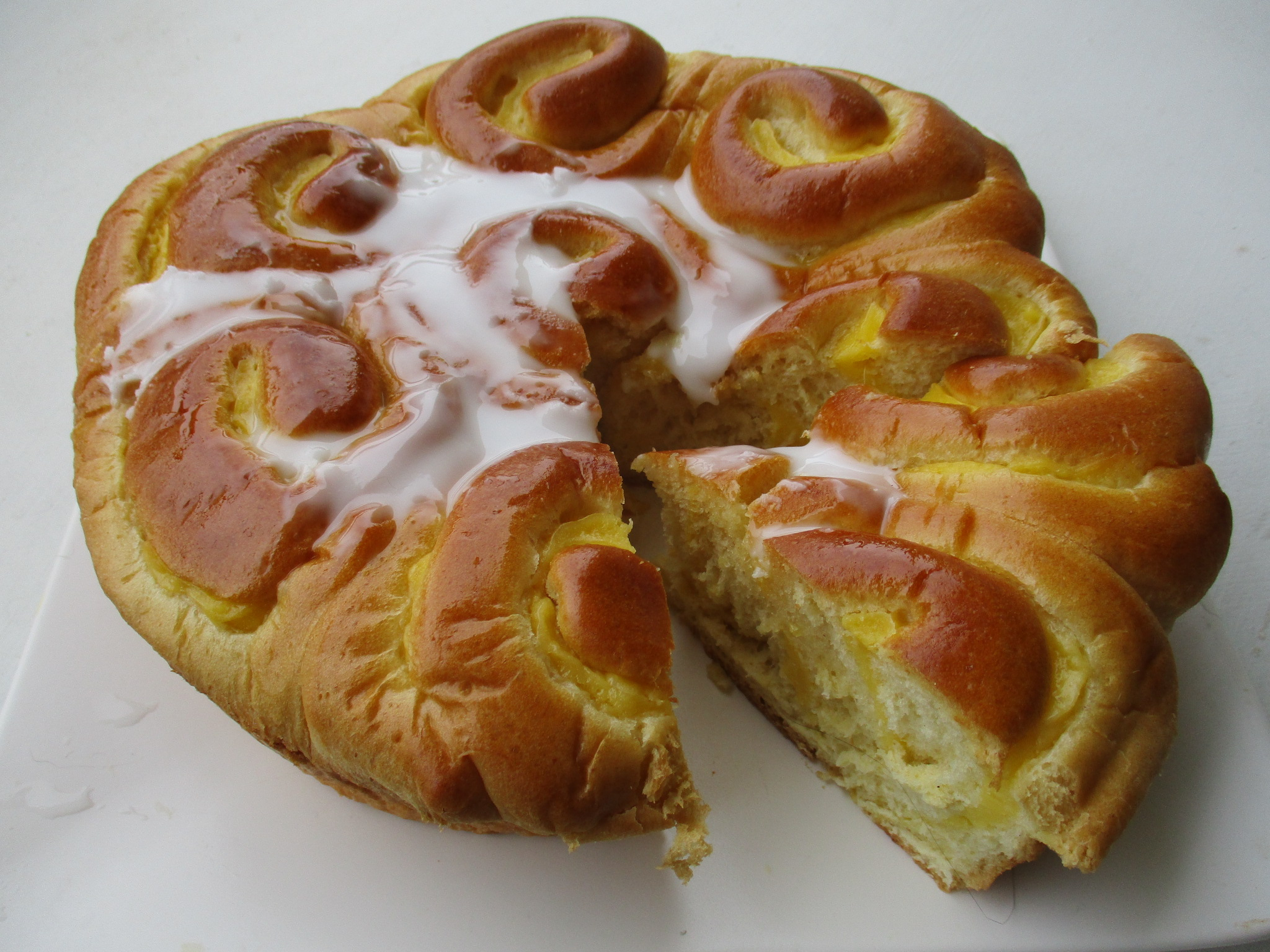
Ein angeschnittener Kuchen

Chinois ist eine Briocheart aus Elsass und Lothringen.
Der Ursprung des französischen Namens Chinois ist ungeklärt. Als Chinois werden auch kleine überzuckerte Früchte der Bitterorange oder unreifer grünen Orangen bezeichnet.
Der Kuchen wird aus Briocheteig und Konditorcreme hergestellt. Der Teig wird ausgerollt, mit der Creme bestrichen, wieder als Rolle aufgerollt und in Stücke geschnitten. Die entstandenen Rollen werden stehend in einem Kreis in einer runden Kuchenform platziert, mit einer Rolle in der Mitte, und anschließend gebacken. Es sind mehrere Sorten bekannt, welche sich hauptsächlich unterscheiden in der Zusammensetzung der Füllung: mit Schokoladestückchen, Rosinen, Orangeat oder Zimt. Oft wird eine einfache Wasserglasur aufgetragen.